# Siergiej Biełkin
Siergiej Biełkin (ros. Сергей Белкин; ur. 2 lipca 1986 r.) – rosyjski kulturysta i trójboista siłowy. Mistrz Rosji w kulturystyce.

## Życiorys
Sukcesy jako kulturysta odnosi od 2012 roku. Wystąpił wówczas po raz pierwszy w swojej karierze na Mistrzostwach Rosji w Kulturystyce, które rozegrano w Kazaniu. Wywalczył złoty medal w kategorii mężczyzn o masie ciała do 75 kg, a także zajął szóste miejsce w kategorii generalnej. W październiku tego roku wziął udział w Mistrzostwach Północno-Zachodniego Okręgu Federalnego. W kategorii wagowej 75 kg zdobył brąz. Trzecie miejsce na podium w tej samej kategorii objął także rok później, podczas Pucharu Petersburga i Obwodu Leningradzkiego. W 2014 raz jeszcze wystąpił na zawodach petersbursko-leningradzkich; uhonorowano go złotym medalem w kategorii wagowej do 80 kg. Wkrótce potem, w kwietniu, w trakcie Pucharu Rosji w Kulturystyce Biełkin uplasował się na czwartym miejscu wśród mężczyzn o masie ciała nieprzekraczającej 80 kg. W 2015 zajął pierwsze miejsce na podium w kategorii mężczyzn do 85 kg podczas Pucharu Północno-Zachodniej Rosji w Kulturystyce.
Należy do Petersburskiej Federacji Trójboju Siłowego. Jesienią 2011 brał udział Otwartych Mistrzostwach Petersburga w Trójboju Siłowym.
Jego miastem rodzinnym jest Zielenograd. Mieszka w Petersburgu, gdzie pracuje jako trener osobisty. Jest wszechstronnie wykształcony w kierunku sportowym. Posiada tytuł doświadczonego mistrza sportu (КМС, Кандидат в мастера спорта) w trójboju siłowym, a także mistrza sportu (MC, Мастер спорта) w kulturystyce.

## Wymiary
- wzrost: ok. 175 cm
- waga: ok. 95 kg[3]

## Osiągnięcia (wybór)

### Kulturystyka
- 2012: Mistrzostwa Rosji w Kulturystyce, kategoria wagowa do 75 kg − I m-ce
- 2012: Mistrzostwa Rosji w Kulturystyce, kategoria ogólna − VI m-ce
- 2012: Mistrzostwa Północno-Zachodniego Okręgu Federalnego w Kulturystyce, kategoria wagowa do 75 kg − III m-ce
- 2012: Mistrzostwa Północno-Zachodniego Okręgu Federalnego w Kulturystyce, kulturystyka klasyczna mężczyzn do 175 cm − V m-ce
- 2013: Puchar Petersburga i Obwodu Leningradzkiego w Kulturystyce, kategoria wagowa do 75 kg − III m-ce
- 2013: Puchar Rosji w Kulturystyce, federacja PBS (ФБФР), kategoria wagowa do 75 kg − VI m-ce
- 2014: Puchar Petersburga i Obwodu Leningradzkiego w Kulturystyce, kategoria wagowa do 80 kg − I m-ce
- 2014: Puchar Petersburga i Obwodu Leningradzkiego w Kulturystyce, kategoria ogólna − VI m-ce
- 2014: Puchar Rosji w Kulturystyce, federacja PBS (ФБФР), kategoria wagowa do 80 kg − IV m-ce
- 2015: Puchar Północno-Zachodniej Rosji w Kulturystyce, kategoria wagowa do 85 kg − I m-ce
- 2015: Puchar Północno-Zachodniej Rosji w Kulturystyce, kategoria ogólna − VI m-ce
- 2015: Puchar Rosji w Kulturystyce, federacja PBS (ФБФР), kategoria wagowa do 85 kg − VII m-ce

### Trójbój siłowy
- 2011: Otwarte Mistrzostwa Petersburga w Trójboju Siłowym, kategoria wagowa 105 kg − VII m-ce